# Rumours (film)
Rumours är en svart komedifilm från 2024, med regi och manus av Guy Maddin, Evan Johnson och Galen Johnson. Huvudrollerna spelas av Cate Blanchett och Alicia Vikander.
Filmen hade världspremiär på filmfestivalen i Cannes 18 maj 2024, där den visades utom tävlan.

## Rollista (i urval)
- Cate Blanchett
- Alicia Vikander
- Charles Dance
- Roy Dupuis
- Denis Ménochet
- Nikki Amuka-Bird
- Rolando Ravello
- Takehiro Hira
- Zlatko Burić

## Produktion
Filmen spelades in i Ungern i oktober 2023. Den spelades även in i Winnipeg i Kanada.